# Романенко, Роман Юрьевич
Рома́н Ю́рьевич Романе́нко (род. 9 августа 1971 года) — российский космонавт, полковник Вооружёных Сил Российской Федерации (2009), Герой Российской Федерации (2010). Депутат Государственной Думы VI и VII созывов, член фракции «Единая Россия», член комитета Госдумы по обороне.
Из-за вторжения России на Украину находится в санкционных списках Евросоюза, США, Великобритании и ряда других стран

## Биография
Родился в семье дважды Героя Советского Союза космонавта Юрия Романенко. Двое детей: сын Максим (1994 г. р.) и дочь Анастасия (2003 г. р.).
Окончил в 1988 году Ленинградское, ныне Санкт-Петербургское суворовское военное училище, в 1992 году закончил Черниговское высшее военное авиационное училище лётчиков. С 16 января 1998 по 26 ноября 1999 года проходил общекосмическую подготовку. 1 декабря 1999 года зачислен в отряд космонавтов, присвоена квалификация космонавта-испытателя. Проходил службу в Центре подготовки космонавтов имени Ю. А. Гагарина, после его передачи из Министерства обороны в августе 2009 года (во время своего пребывания в космосе) переведён во вновь созданное ФГБУ ЦПК.

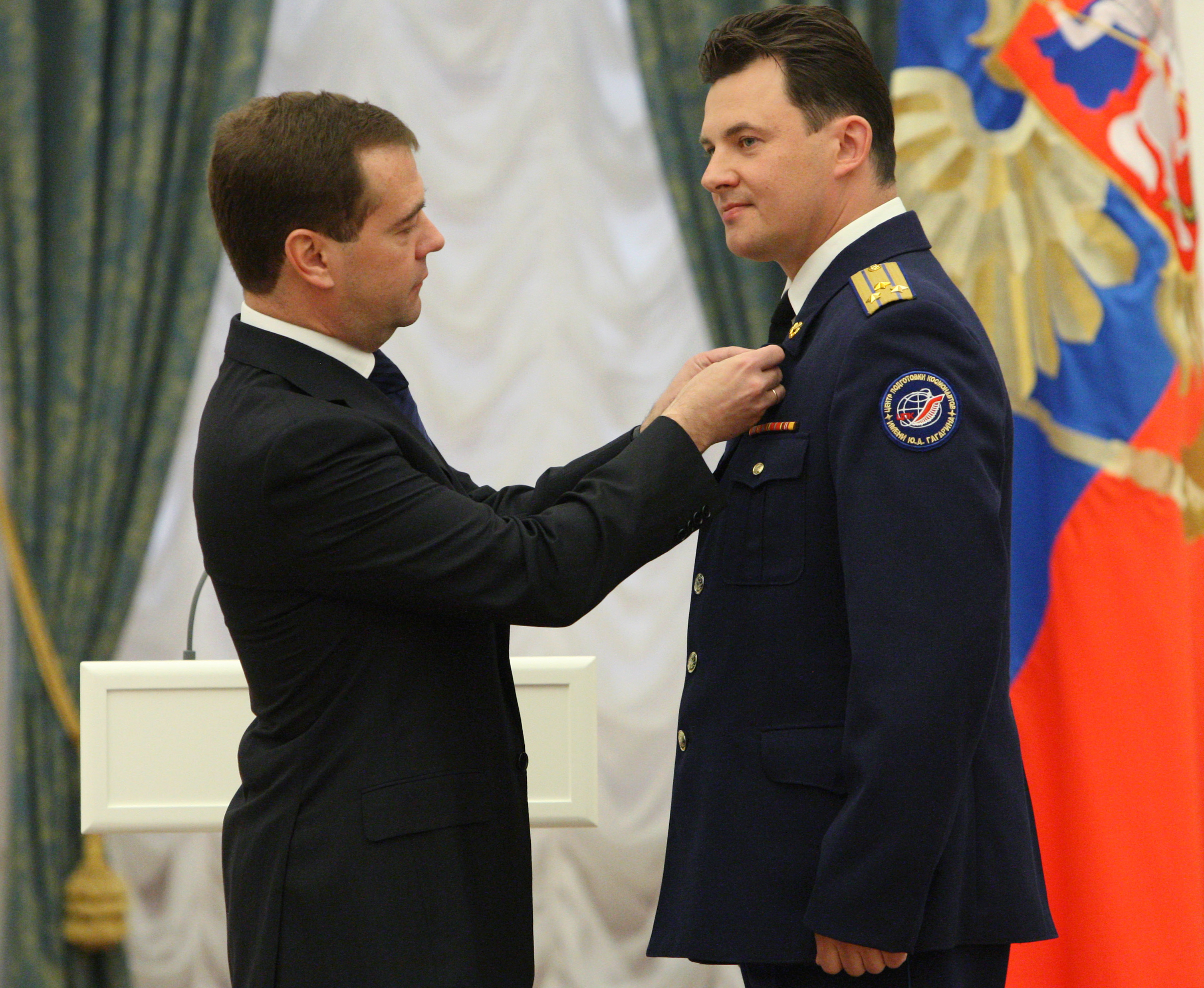
Вручение Золотой Звезды Героя России. Москва, Кремль. 6 мая 2010 года

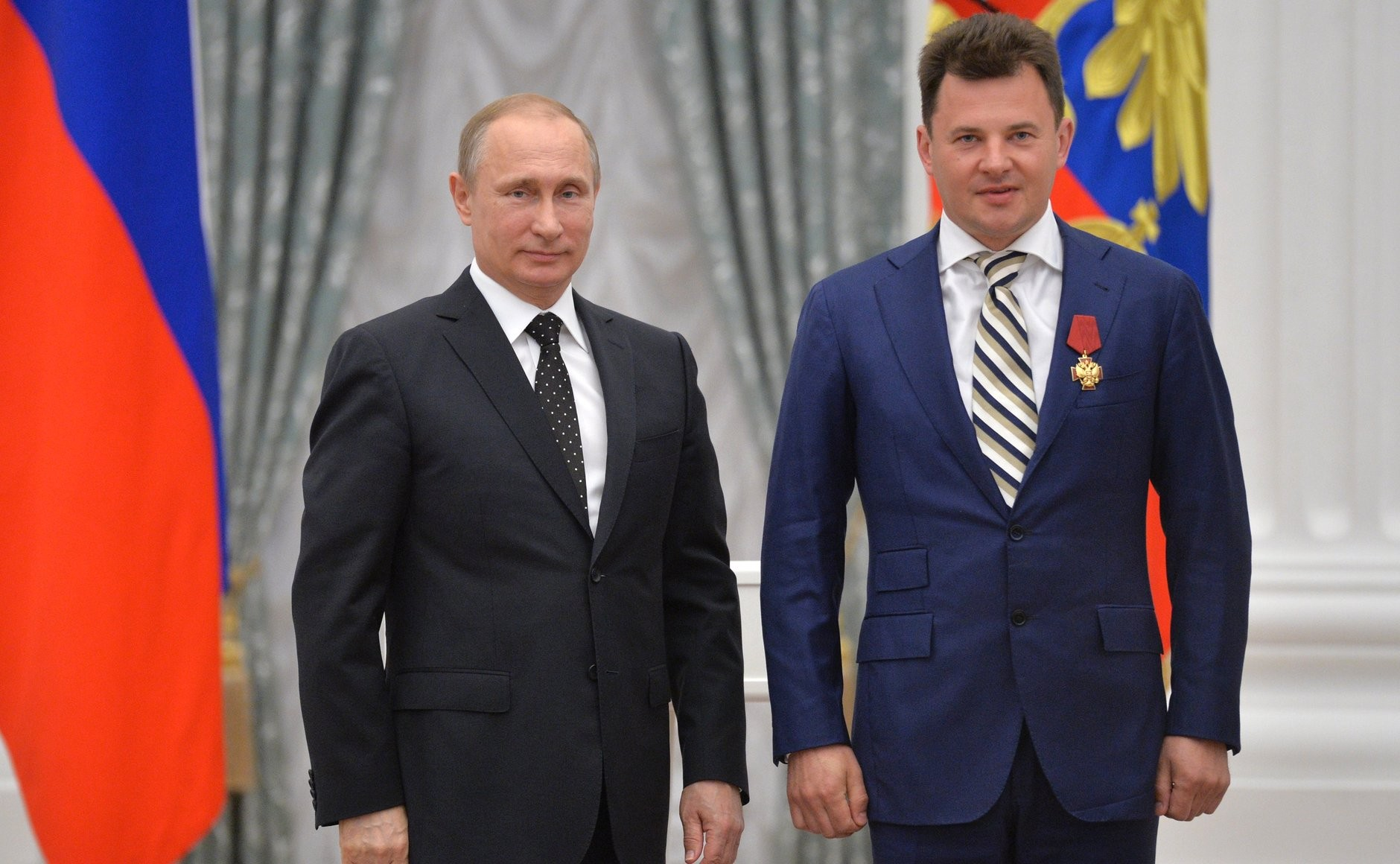
Награждение орденом «За заслуги перед Отечеством» IV степени. Москва, Кремль, 21 мая 2015 года

За время службы освоил самолёты L-39, Ту-134, имеет общий налёт около 800 часов. Квалифицирован как военный лётчик 3-го класса.
Трижды входил в дублирующие экипажи: МКС-9, МКС-11 и МКС-15. Наконец в июле 2008 года был назначен в основной экипаж 20-й экспедиции на МКС командиром корабля «Союз ТМА-15», на котором 27 мая 2009 года он вместе с остальными членами экипажа отправился на МКС. Возвратился на Землю 1 декабря 2009 года. Продолжительность полёта составила 187 суток 20 часов 40 минут 41 секунда.
19 декабря 2012 года второй раз полетел в космос в качестве командира корабля Союз ТМА-07М. 19 апреля 2013 года совершил выход в открытый космос.
Статистика
| # | Стартовый корабль | Старт, UTC        | Экспедиция              | Корабль посадки | Посадка, UTC      | Налёт                        | Выходы в открытый космос | Время в открытом космосе |
| - | ----------------- | ----------------- | ----------------------- | --------------- | ----------------- | ---------------------------- | ------------------------ | ------------------------ |
| 1 | Союз ТМА-15       | 27.05.2009, 10:34 | Союз ТМА-15, МКС-20/21  | Союз ТМА-15     | 01.12.2009, 07:16 | 187 суток 20 часов 41 минута | 0                        | 0                        |
| 2 | Союз ТМА-07М      | 19.12.2012, 12:12 | Союз ТМА-07М, МКС-34/35 | Союз ТМА-07М    | 14.05.2013, 02:30 | 145 суток 14 часов 18 минут  | 1                        | 06 часов 38 минут        |
|   |                   |                   |                         |                 |                   | 333 суток 10 часов 18 минут  | 1                        | 06 часов 38 минут        |

Приказом начальника ЦПК от 5 ноября 2014 года освобождён от должности инструктора-космонавта-испытателя. Основанием к этому послужило решение Главной медицинской комиссии (ГМК) от 22 апреля 2014 г. о негодности Романенко к спецподготовке по состоянию здоровья. Остался на должности заместителя командира отряда космонавтов ЦПК.
12 октября 2015 года приказом начальника ЦПК освобождён от должности заместителя командира отряда космонавтов и уволен из ЦПК в связи с переходом на работу в Государственную Думу РФ VII созыва. С 14 октября 2015 — депутат Государственной Думы РФ от партии «Единая Россия» от Амурской области.
21 июля 2018 года в парке «Патриот» на третьем слёте Всероссийского военно-патриотического общественного движения «ЮНАРМИЯ» избран начальником Главного штаба организации. Занимал должность до декабря 2020 года.
В 2021 году снова баллотировался на выборах в Государственную Думу РФ и был избран по Чертановскому избирательному округу № 210. Во время предвыборной кампании активно поддерживался властями Москвы. Входил в «команду мэра Москвы» Сергея Собянина, возглавляющего на выборах московский список «Единой России».

## Законотворческая деятельность
С 2015 по 2019 год, в течение исполнения полномочий депутата Государственной Думы VI и VII созывов, выступил соавтором 26 законодательных инициатив и поправок к проектам федеральных законов.

## Санкции
23 февраля 2022 года внесён в санкционные списки стран Евросоюза за действия и политику, которые подрывают территориальную целостность, суверенитет и независимость Украины и ещё больше дестабилизируют Украину.
24 февраля 2022 года включён в санкционный список Канады «близких соратников режима» за голосование о признании независимости «так называемых республик в Донецке и Луганске».
24 марта 2022 года, на фоне вторжения России на Украину, включён в санкционный список США за «соучастие в войне Путина» и «поддержку усилий Кремля по вторжению в Украину», Госдеп США заявил что депутаты Госдумы используют свои полномочия для преследования инакомыслящих и политических оппонентов, нарушают свободу информации, ограничивают права человека и основные свободы граждан России.
Позднее, по аналогичным основаниям, включён в санкционные списки Великобритании, Швейцарии, Австралии, Японии, Украины и Новой Зеландии.

## Воинские звания
- лейтенант (29.08.1992);
- старший лейтенант (29.08.1994);
- капитан (29.08.1996);
- майор (29.08.1999);
- подполковник (дата не установлена);
- полковник (30.12.2009).

## Награды
- 12 апреля 2010 года Президент Российской Федерации Дмитрий Анатольевич Медведев подписал Указ о присвоении звания Героя Российской Федерации и почётного звания «Лётчик-космонавт Российской Федерации» космонавту-испытателю — командиру группы отряда космонавтов федерального государственного бюджетного учреждения «Научно-исследовательский испытательный центр подготовки космонавтов имени Ю. А. Гагарина» Р. Ю. Романенко. Звания Роману Романенко присвоены за мужество и героизм, проявленные при осуществлении космического полёта на Международной космической станции[26];
- орден «За заслуги перед Отечеством» IV степени (2015)[27];
- медаль «За заслуги в освоении космоса» (12 апреля 2011 года) — за большие заслуги в области исследования, освоения и использования космического пространства, многолетнюю добросовестную работу, активную общественную деятельность[28];
- командор ордена Короны (Бельгия, 2011 год)[29];
- медали Вооружённых Сил Российской Федерации: «За воинскую доблесть» I и II степени, «За отличие в военной службе» I, II, III степени, «За службу в Военно-воздушных силах», «200 лет Министерству обороны», почётный знак «50 лет космической эры» и знак отличия «За заслуги» военнослужащих Военно-воздушных сил;
- медаль Алексея Леонова (Кемеровская область, 2015) — за совершённый в 2013 году выход в открытый космос[30];
- медаль «За выдающуюся общественную службу» (НАСА);
- медаль «За космический полёт» (НАСА).

## Роман Романенко в художественных произведениях
«Тревожная вахта космонавта Сураева» — сценарий фильма, написанный в 2010 году по мотивам блога Максима Сураева, который он вёл во время пребывания на МКС. Автор — Федор Владимирский. Главные герои — российский космонавт Максим Сураев и американский астронавт Джеффри Уильямс. Роман Романенко в сценарии появляется в роли напарника Максима Сураева по российскому сегменту МКС — Романа Ромале. По сценарию, космонавты противостоят религиозным фанатикам, которые захватили Центр Управления Полётами в Хьюстоне и запустили межконтинентальную баллистическую ракету с ядерной боеголовкой, чтобы развязать ядерную войну на Земле.
Впервые сценарий был опубликован на сайте научно-популярного журнала «Пропаганда».
Роман Романенко является одним из героев книг Лены Де Винне (жены астронавта Европейского космического агентства из Бельгии Франка Де Винне, с которым Роман Романенко совершил свой первый космический полёт 27 мая — 1 декабря 2009 года), «Дневник жены космонавта. 3, 2, 1… Поехали!» . Книга была сначала написана автором на английском языке, переведена на фламандский и французский, и лишь позднее вышла на русском в авторском пересказе (издательство «Астрель»). В книге описана жизнь экипажа 20-21 экспедиции МКС Романенко-Де Винне-Тирск во время подготовки к космическому полёту, во время полёта и после возвращения.
Во время второго полёта Романа Романенко Лена Де Винне написала детскую книгу «Мой папа — космонавт. Правдивая история о том, как Роман Романенко и клоун Клёпа летали в космос» (издательство «Самокат»). В ней герой передачи АБВГДейка клоун Клёпа отправляется в космос с Романом Романенко в качестве датчика невесомости. В полёте он становится большим, и Роман обучает его жизни на борту МКС. Серия АБВГДейки, в которой Клёпа просит Романа взять его с собой в космос, вышла сразу после старта. Дочка Романа Романенко Настя исполняет в ней песню вместе с клоуном Клёпой.